# 香港文化政策
香港文化政策（英語：Hong Kong cultural policy）是指對香港藝術和文化遺產的發展與保育。在全球而言，香港因作為國際金融中心及購物中心的角色而享譽國際，但在藝術及文化方面卻恰好相反。外界對香港的主流觀念在於當地市民只顧賺取及花費金錢，但藝術和文化這類短暫的事情卻往往被忽略。
然而，近年香港政府、市民及媒體愈來愈關注當地的藝術和對英殖時期獨有的文化遺產之保育。有聲音指出，自從中國恢復對香港的主權的十年間，香港在藝術和文化的角色對這個彈丸之地在尋找身份認同的過程中愈來愈顯著。香港在後殖民時期對民主的限制或會使更多市民透過藝術和文化尋求對身份認同的表達和確定。

## 文化政策
自1997年香港回歸中國後，香港在藝術和文化的管理工作上亦經歷了重大的轉變。過往在兩個市政局支持下的文化事宜，現時主要由康樂及文化事務署（LCSD）及香港藝術發展局（ADC）負責。政府對文化政策的官方說明可於民政事務局的網頁中查閱。
香港藝術發展局是一個成立於1995年的法定機構，以取代舊有的演藝發展局。該局負責推廣藝術的多元發展性、就政府的文化政策和發展出謀獻策，以及為文化機構提供撥款。然而，該局被批評缺乏執行權和資源，以致無法直接推行政策。藝發局的現任行政總裁為周蕙心，而前行政總裁余開堅於2005年4月接任行政總裁前，曾於九廣鐵路公司任職逾20年。
康樂及文化事務署除籌辦不同的藝術和文化活動，亦負責管理一系列的文化設施。現時該署管理全港15個表演場地和16間博物館。該署䡥下的古物古蹟辦事處則負責香港的文物保護和教育工作。
文化委員會（CHC）於2000年4月成立，旨在就文化政策及撥款的優先次序提出建議。該委員會於2003年6月提交的政策建議報告獲接納為香港文化政策的藍圖。文化委員會訂立六個導引香港文化政策的基本原則，分別是「以人為本」、「多元發展」、「尊重表達自由 保護知識產權」、「全方位推動」、「建立夥伴關係」及「民間主導」。
其他擬議的政策改革包括提升政府資助的文化機構之公司化程度、小型公私營合作，以及備受爭議的西九文化區發展計畫。
現時香港政府就香港的創意產業與文化政策委託外間進行一系列的研究。然而，現時仍有不少存在的政策問題還沒解決。有輿論將問題指責於政府在管理文化事宜上過份依賴於顧問委員會和諮詢，認為此舉不僅效率低，亦與全球對藝術管理的趨勢背道而馳。

## 對藝術方面的撥款與支持
香港政府每年就藝術及文化方面預留約3億美元（人均約43美元）儲備，佔政府每年支出約1%。香港特區政府聲稱此舉是「與部份西方國家（如法國）大致相約」。然而，從貨幣層面而言，法國每年於文化方面的人均支出為197.2歐羅（折合約250美元）。上述現象的成因，緣於香港政府的公共開支佔人均生產總值（GDP）的比例較其他已發展國家為低。平均而論，2001年香港政府的開支是经济合作与发展组织（OECD）成員國之GDP的4成以上。2008年，法國政府在相關方面的開支佔該國GDP逾50%，但香港只佔約19%。
在《二零零六至零七年施政報告》中，時任香港行政長官曾蔭權宣佈將注資港幣4000萬元（折合約500萬美元）予藝術及體育發展基金，用以支持文化活動。
香港藝術發展局每年獲得的資助中，約有1200萬美元來自民政事務局，來自藝術及體育發展基金的資助亦有約300萬美元。藝發局除撥款予藝術團體外，亦於上環設立藝術服務中心，提供辦公空間和設施予小型藝術機構。
現時康樂及文化事務署除撥款予每年的香港藝術節外，亦有向香港管弦樂團、香港中樂團、香港小交響樂團、香港舞蹈團、香港芭蕾舞團、城市當代舞蹈團、香港話劇團、中英劇團、進念二十面體及PIP文化產業（前稱「劇場組合」）共十間專業表演公司批出撥款。除個別活動，該署亦會於每年籌辦兩項藝術節—於夏季供一家大小和兒童的國際綜藝合家歡，以及秋季的主題藝術節。

## 電影產業
在全球層面而言，香港在藝術和文化方面以其電影產業而見稱，而相關產業為世界第三大（僅次於荷里活及波里活）。香港電影深受全球支持，部份亦被荷里活重製成電影巨片，而部份香港導演和演員（如吴宇森、成龍、杨紫琼及周润发）在荷里活亦取得跨界之成。
香港的電影產業經歷過20世紀80年代至90年代初的一段全盛時期後漸入衰退。縱使香港政府近年推出一系列振興電影產業的措施，卻慘敗收場。香港藝術之死主要在於1997年香港回歸祖國後，中國香港人（Hong Kong Chinese）強加於自身的一種恐懼和自我審查氛圍。
時任行政長官於《二零零六至零七年施政報告》中提出成立香港電影發展局，以支援香港的電影製作。在翌年的財政預算案中，時任財政司司長唐英年宣佈將會預留3億港元（折合約4000萬美元）予撥款支援電影製作，以及電影業界的專業發展。

## 文化活動
現時香港每年均舉辦多項文化活動與文化節，如下：
- 香港國際室內樂音樂節 （页面存档备份，存于）—1月
- 香港藝術節—2月／3月
- 香港國際電影節—3月／4月
- Shakespeare in the Port—4月
- 法國五月 （页面存档备份，存于）—5月
- 香港國際綜藝合家歡 （页面存档备份，存于）—7月／8月
- 新視野藝術節—10月／11月
- Clockenflap （页面存档备份，存于）—11月

## 藝術教育
香港演藝學院是香港唯一一間專注於表演藝術、電影、電視與相關技術藝術（technical arts）的專上院校。

## 文物保育與集體回憶
自從2006年12月拆卸天星碼頭引來的大型公眾示威活動後，政府開始審視對文物保育的政策。古物古蹟辦事處現時已發佈一個包含全港491幢已評級之歷史建築的列表，惟該處沒有對該等建築物的保護程度作出任何決定。
香港的集體回憶亦漸漸融合至當地的文化政策內，而該等回憶亦顯現於街市、飲食文化及工匠傳統之中。

## 外部連結
- 香港特別行政區政府民政事務局對文化政策的說明 （页面存档备份，存于）
- 時任行政長官曾蔭權《給香港的信》中對文物保護的內容 （页面存档备份，存于）
- 康樂及文化事務署網站 （页面存档备份，存于）
- 古物古蹟辦事處網站 （页面存档备份，存于）
- 香港藝術發展局網站 （页面存档备份，存于）
- 香港大學文化政策研究中心（目前已解散）